# Songkhla
Songkhla er en by i det sydlige Thailand med et indbyggertal (pr. 2006) på cirka 163.000. Byen er hovedstad i en provins af samme navn og ligger tæt ved grænsen til nabolandet Malaysia.
7°12′N 100°35′Ø / 7.200°N 100.583°Ø